# Конрад II фон Бабенберг
Конрад II Бабенберг (нем. Konrad II. von Babenberg; около 1115 — 28 сентября 1168, Адмонт) — религиозный и политический деятель Священной Римской империи, епископ Пассау в 1148—1164 годах, архиепископ Зальцбургский в 1164—1168 годах, из династии Бабенбергов. Также известен как Конрад Австрийский, Конрад Зальцбургский и Конрад Пассауский. Конрад стал участником ожесточённой борьбы, возникшей в ходе схизмы после смерти папы римского Адриана IV. Твёрдая позиция Конрада, стоящего на стороне папы Александра III, привела к конфликту с императором Фридрихом I Барбароссой. Император отказал Конраду в инвеституре.
В архиепископстве Зальцбург располагался центр партии сторонников Александра, сплотившихся вокруг архиепископов Эберхарда и Конрада. По мере развития событий их число прирастало, но так и не достигло масштаба прямой угрозы для имперских властей. Зальцбург был для императора подлинным очагом проблем, связанных со схизмой, — одним из главных к северу от Альп, — почти до самой смерти архиепископа.

## Происхождение
Конрад происходил из могущественного австрийского рода Бабенбергов. Его отцом был маркграф Австрии Леопольд III (1073—1136), а мать, Агнеcса фон Вайблинген (1072—1143), была дочерью императора Священной Римской империи Генриха IV. В браке у Леопольда III и Агнесcы было 18 детей. Высокое происхождение Агнессы и плодовитость пары стали позже интерпретироваться хронистами как знаки особого божьего благоволения. Леопольд, которого впоследствии канонизировали за его благие дела, активно поддерживал церковь и основал в Австрии несколько важных монастырей. Конрад был братом епископа Фрейзингского Оттона и правителей Баварии и Австрии Леопольда IV и Генриха II Язомирготта, приходился племянником императору Генриху V, единоутробным братом германскому королю Конраду III и дядей императору Фридриху I Барбароссе.

## Биография
Впервые Конрад упоминается как придворный капеллан в документе, изданном в сентябре 1139 года в Зельце его единоутробным братом королём Германии Конрадом III. Вскоре Конрад Бабенберг стал деканом в Утрехте, а в 1143 году — деканом в Хильдесхайме. В конце 1148 или в начале 1149 года путём свободных выборов капитула собора был избран на пост епископа Пассау под именем Конрад I. В 1150 году он посетил синод в Зальцбурге. В начале июля 1152 года прибыл в Регенсбург, где находился при дворе короля Фридриха. В феврале 1154 года останавливался при дворе короля в Бамберге. В том же году в составе делегации германских епископов ходатайствовал перед папой Анастасием IV о назначении Магдебургским архиепископом Вихмана фон Зебурга.

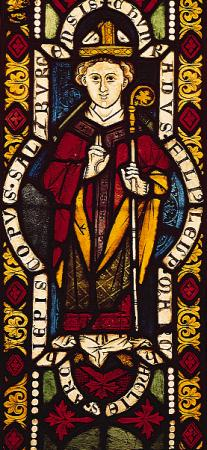
Изображение Конрада в четвёртом из «окон Бабенберга» (1290-е гг.) аббатства Хайлигенкройц в Австрии

17 сентября 1156 года Конрад присутствовал на церемонии возведения маркграфства Австрии в статус герцогства. После того, как Генрих Язомирготт в 1158 году получил Privilegium Minus, между ним и Конрадом начался конфликт из-за разграничения спорных территорий. Конфликт между братьями получил название «Вражда в Пассау» и значительно омрачил понтификат Конрада.
В 1159 году Конрад даровал муниципальные права жителям Санкт-Пёльтена. Этот акт считается старейшим муниципальным законом в современной Австрии.

## Предыстория конфликта с императором
История борьбы императоров Священной Римской империи и римских пап началась ещё в X веке во времена царствования 1-го императора Священной Римской империи Оттона Великого. Конфронтация достигла пика во времена борьбы за инвеституру между императором Генрихом IV и папой римским Григорием VII. Вормсский конкордат, подписанный в 1122 году между папой Каликстом II и императором Генрихом V, завершил это противостояние, но для борьбы пап с императорами существовали и другие причины. Главными из них были стремление императоров господствовать в Италии и их притязания на самостоятельное пользование властью. Императоры не хотели подчиниться папской власти, а это противоречило папской теократии. Борьба пап и императоров из династии Гогенштауфенов представляла собой уже чисто политическую схватку за гегемонию в Европе. За папой стояла духовная власть и ломбардские города, в то время как вокруг императора сплотилась почти вся Германская империя, включая и епископов.
После того как Фридрих Барбаросса стал королём Германии, одно из первых своих посланий он направил папе римскому Евгению III. В нём он запретил Святому Престолу вмешиваться в светские дела в Священной Римской империи. Этот запрет Барбаросса обосновал тем, что императорскую власть он получил от Бога, а не от папы римского. Естественно, что папа расценил этот шаг как начало конфликта. В своей тронной речи Фридрих объявил о намерении осуществить поход на Рим. Летом 1155 года он прибыл под стены вечного города. К тому времени папа Евгений III умер, а его место занял Адриан IV. Новый папа короновал Фридриха императорской короной в ночь с 17 по 18 июня в соборе Святого Петра, после чего император вернулся в Германию. Когда император покинул Италию, Адриан заключил союз с королём Сицилии Вильгельмом I и дал ему права на территории, на которые претендовал император. По этой и ряду других причин между папой и императором началась неприязнь. Первый открытый конфликт между папством и императором произошёл на имперском сейме в Безансоне в октябре 1157 года, а в 1159 году противостояние переросло в войну между папой, поддержавшим его союзом североитальянских городов и сторонниками императора. В этом конфликте Конрад Пассауский был на стороне императора.
Конфликт между Адрианом и Фридрихом заложил основу для последующей борьбы между папой Александром III и Фридрихом. После смерти Адриана 1 сентября 1159 года новый папа Александр III сразу же взял курс на конфронтацию с императором. При этом кардиналы, поддерживавшие императорскую партию, избрали другого папу — Виктора IV, что привело к схизме. В 1160 году император созвал Павийский собор, который должен был принять решение о неоднозначных папских выборах и случившимся в результате расколе. Решения собора были в пользу Виктора IV и против Александра III. Архиепископ Зальцбургский Эберхарда I и два его епископа (Фрайзингский и Бриксенский) на собор не явились, а епископы Пассауский и Регенсбургский подписали решения собора лишь с условием одобрения всей католической церковью. Благодаря двум продолжительным легатским визитам бывшего майнцского архиепископа Конрада, впоследствии кардинала Сабины, в Зальцбург, Эберхард и основная масса зальцбургского клира были ярыми сторонниками Александра. Поэтому, большинство членов капитула Зальцбургского собора и Зальцбургских министериалов поддерживали Александра III. Барбаросса смог добиться признания Виктора IV папой практически во всех немецких землях, неповиновение выказало лишь архиепископство Зальцбургское. В то же время, Конрад Пассауский в папском расколе занимал очень осторожную позицию и избегал всякой видимой приверженности Александру III. 29 июня 1164 года Конрад был избран преемником умершего Эберхарда. Перед смертью старый архиепископ взял с Конрада клятву, что он будет поддерживать Александра.
Церковное княжество Зальцбург в Баварии считалось одним из самых влиятельных архиепископств в Германии благодаря богатству своих церквей. Жители Зальцбурга надеялись, что семейные связи новоизбранного архиепископа с императором помогут преодолеть вражду, связанную со схизмой, но вскоре разочаровались.

## Противостояние Конрада II с императором Фридрихом I

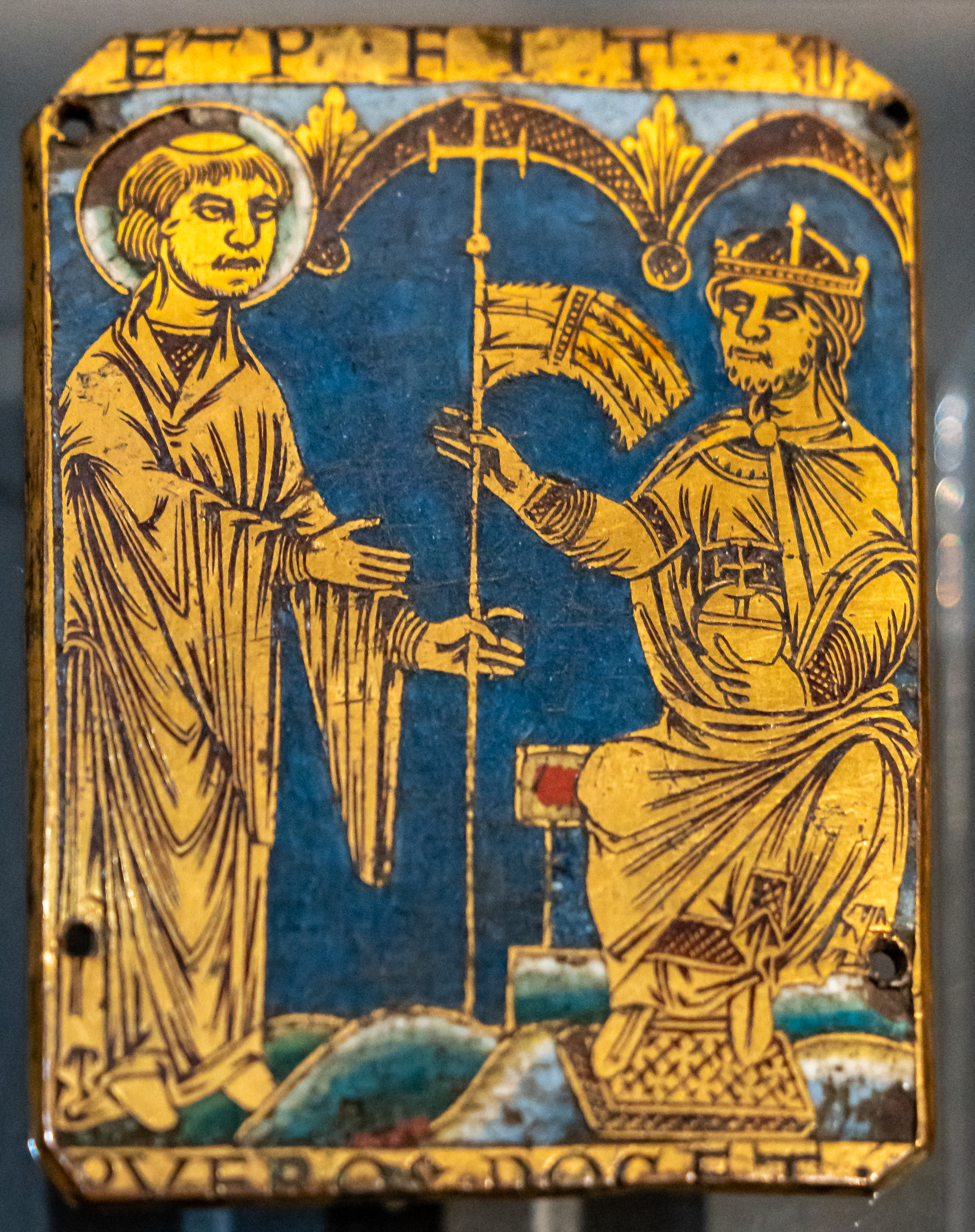
Эмалевое панно с изображением инвеституры, ок. 1160—1170 гг.

В сентябре 1164 года в сопровождении Герхоха фон Райхерсберга Конрад прибыл в лагерь императора в Павии с целью получить инвеституру в своём новом архиепископстве. Процедура её получения представляла собой передачу регалий от императора архиепископу. Без инвеституры архиепископ не имел никаких светских прав на правление в своём архиепископстве. Барбаросса потребовал от Конрада поддержать нового папу — ставленника императора Пасхалия III. Бабенберг отказался, и это привело к конфликту с племянником. Барбаросса отказался наделить регалиями нового архиепископа, избранного без его согласия.
В ноябре император вновь призвал Конрада в Бамберг с той же целью, но и в этот раз архиепископ не смог получить регалии.
23 мая 1165 года открылся рейхстаг в Вюрцбурге, созванный для принятия решения относительно Пасхалия III, которого император Фридрих I уже признал папой римским. На нём присутствовали многие светские принцы Германии, а также около сорока епископов Германского королевства. Фридрих потребовал, чтобы все немецкие принцы и епископы принесли присягу новому папе римскому. Большинство подчинилось, но с оговорками. Фридрих принял извинения в связи с отсутствием глав некоторых епархий, приказал посвятить в сан и определить по вакантным креслам всех вновь избранных епископов. Он заявил, что отныне он будет лично следить за делами германской церкви. Затем повелел светским принцам в шестинедельный срок произнести ту же клятву о повиновении Пасхалию III и объявил о санкциях против оппозиции.
В феврале 1166 года Конрад был вызван на ассамблею в Нюрнберг, но не явился, и ему вновь не были пожалованы регалии. С другой стороны, в марте 1166 года папа Александр III послал ему из Франции паллий.
После ассамблеи в Нюрнберге Фридрих ускорил подготовку к третьему итальянскому походу. В Аугсбург начало собираться войско императора. Некоторые вассалы, в их числе и архиепископ Зальцбургский, от этой повинности уклонились, но император считал свою армию достаточно сильной и без них.

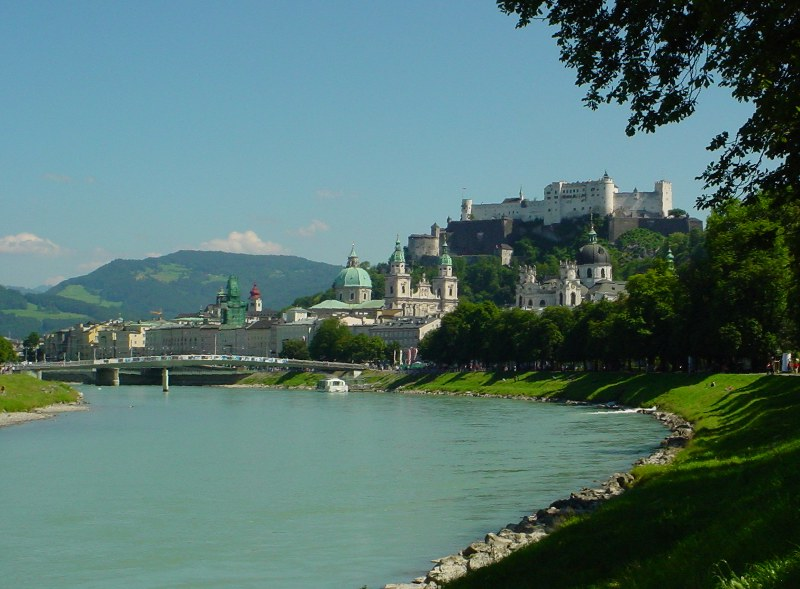
Вид на Зальцбург со стороны реки Зальцах

29 марта 1166 года на хофтаге в Лауфене, недалеко от Зальцбурга, Фридрих обвинил Конрада в незаконном завладении архиепископством, наложил имперский запрет на Зальцбургскую архиепископию и объявил о военном выступлении против архиепископства. В последующие годы городу Зальцбургу пришлось выдержать тяжёлое испытание: свидетель тех событий Адальберт III впоследствии назвал их «История бедствий Зальцбургской церкви» (лат. Historia calamitatum ecclesiae Salisburgensis). В результате местные противники архиепископа, прежде всего графы фон Плайн, чьи родовые замки и владения располагались в основном в районе Зальцбурга и Райхенхалла, а также граф Палатин Баварский, герцог Германн Каринтийский, образовали союз. К коалиции присоединились отряды рыцарей из Штирии. Союзники вторглись в архиепископство с востока и запада и атаковали земли архиепископства «как голодная стая». Они опустошали владения противника, ведя бои с переменным успехом. Благодаря храбрости своих рыцарей и особенностям рельефа, Конраду ещё некоторое время удалось оставаться в Зальцбурге. Зальцбург в этот период стал пристанищем для всех сторонников папы. Со всех сторон туда стекались те, кто остался верен Александру и подвергался гонениям со стороны императора. 17 сентября 1166 года Конрад рукоположил в Зальцбурге 500 клириков.

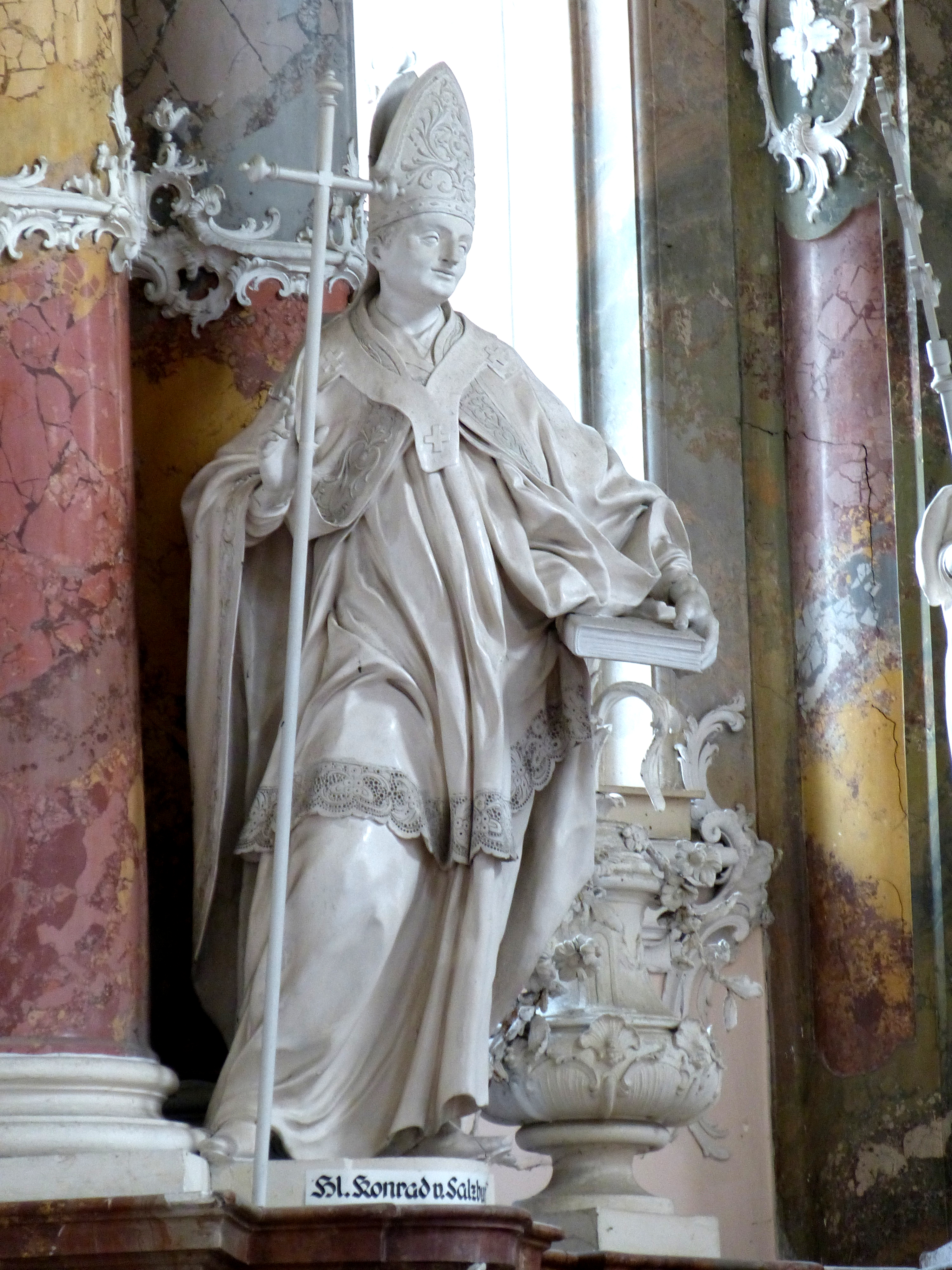
Скульптура Конрада в главном алтаре Соборной церкви в аббатстве Энгельсцелль

В ночь с 4 на 5 апреля 1167 года граф фон Плайн по приказу императора Фридриха Барбароссы предал огню Зальцбург, собор, пять других церквей и три монастыря, и опустошил окрестности. Генрих фон Штайн или Баумгартен разорил монастырь Райхерсберг. В ходе сражений войска сторонников императора сожгли дотла почти все зальцбургские города.
Все вассалы Конрада, за исключением Романа I, епископа Гурка, принесли присягу Пасхалию — либо добровольно, либо, как Альберт фон Фрайзинг, с нежеланием. Сам архиепископ со сторонниками отступил в горы, где продолжал оказывать мужественное сопротивление, укрепившись в крепостях Хоэнзальцбург, Хоэнверфен и Фризах, построенных ещё при Гебхарде Зальцбургском.
11 мая 1167 года он всё-таки был вынужден покинуть свою резиденцию и удалиться в крепость Фризах, а затем в Адмонт, откуда пытался управлять тем, что осталось от его епархии и её феодальных владений. Незадолго до своей смерти он пришёл к примирению с Фридрихом. Конрад II фон Бабенберг, страдавший почечнокаменной болезнью, умер 28 сентября 1168 года в Адмонте, где и был похоронен согласно его предсмертному желанию.
После смерти Конрада архиепископом Зальцбургским был избран сын богемского короля Владислава Адальберт III, тоже поддерживавший Александра III. Фридрих согласился признать его только после отказа от регалий, которые уже у него были, что давало возможность ослабить противников императора в регионе и одновременно непосредственно вмешаться в управление архиепископством. Лишь в 1213 году — через много лет после того, как в 1177 году в Венеции был заключён мир между императором Фридрихом и Ломбардской лигой, — архиепископ Зальцбургский Эберхард II добился независимости, получив титул имперского князя.